# CircleCI
 (avril 2022).
Il peut être nécessaire de l'améliorer pour respecter le principe de neutralité de point de vue. Veuillez consulter la page de discussion pour plus de détails.

 (avril 2022).
La mise en forme du texte ne suit pas les recommandations de Wikipédia : il faut le « wikifier ».
Les points d'amélioration suivants sont les cas les plus fréquents. Le détail des points à revoir est peut-être précisé sur la page de discussion.
- Les titres sont pré-formatés par le logiciel. Ils ne sont ni en capitales, ni en gras.
- Le texte ne doit pas être écrit en capitales (les noms de famille non plus), ni en gras, ni en italique, ni en « petit »…
- Le gras n'est utilisé que pour surligner le titre de l'article dans l'introduction, une seule fois.
- L'italique est rarement utilisé : mots en langue étrangère, titres d'œuvres, noms de bateaux, etc.
- Les citations ne sont pas en italique mais en corps de texte normal. Elles sont entourées par des guillemets français : « et ».
- Les listes à puces sont à éviter, des paragraphes rédigés étant largement préférés. Les tableaux sont à réserver à la présentation de données structurées (résultats, etc.).
- Les appels de note de bas de page (petits chiffres en exposant, introduits par l'outil «  Source ») sont à placer entre la fin de phrase et le point final[comme ça].
- Les liens internes (vers d'autres articles de Wikipédia) sont à choisir avec parcimonie. Créez des liens vers des articles approfondissant le sujet. Les termes génériques sans rapport avec le sujet sont à éviter, ainsi que les répétitions de liens vers un même terme.
- Les liens externes sont à placer uniquement dans une section « Liens externes », à la fin de l'article. Ces liens sont à choisir avec parcimonie suivant les règles définies. Si un lien sert de source à l'article, son insertion dans le texte est à faire par les notes de bas de page.
- La présentation des références doit suivre les conventions bibliographiques. Il est recommandé d'utiliser les modèles {{Ouvrage}}, {{Chapitre}}, {{Article}}, {{Lien web}} et/ou {{Bibliographie}}. Le mode d'édition visuel peut mettre en forme automatiquement les références.
- Insérer une infobox (cadre d'informations à droite) n'est pas obligatoire pour parachever la mise en page.

Pour une aide détaillée, merci de consulter Aide:Wikification.
Si vous pensez que ces points ont été résolus, vous pouvez retirer ce bandeau et améliorer la mise en forme d'un autre article.
 (avril 2022).
CircleCI est une plate-forme d'intégration continue et de livraison continue qui peut être utilisée pour mettre en œuvre des pratiques Devops. La société a été fondée en septembre 2011 et a levé 315 millions de dollars en financement de capital-risque en 2021, pour une valorisation de 1,7 milliard de dollars. CircleCI est l'une des plateformes CI/CD les plus populaires au monde.

## Histoire
La société a été fondée en septembre 2011. Le produit a été publié pour la première fois pour un test bêta le 11 octobre 2011. Les premiers clients sont apparus trois mois après le démarrage de l'entreprise, tandis qu'il a fallu attendre 6 mois avant le premier paiement. En 2013, CircleCI a subi une importante violation de données due à son fournisseur MongoHQ, mais a pu réagir rapidement et remplacer ses clés de sécurité, ce qui n'a pratiquement pas entraîné de perte de clients.
Typé Clojure a été utilisé chez CircleCI dans les systèmes de production de septembre 2013 à septembre 2015.
En 2014, Paul Biggar a quitté l'entreprise, mais est resté au conseil d'administration. L'entreprise est passée rapidement de 20 employés fin 2014 à 60 employés à l'été 2016.
En août 2019, CircleCI a rendu la prise en charge des versions Windows généralement disponible. Ce même mois, il y a eu une violation de données dans un compte de fournisseur d'analyse tiers utilisé par CircleCI.
En novembre 2019, CircleCI a ouvert un bureau à Londres.

### Financement
CircleCI a levé 50 000 $ auprès d'un petit investisseur quelques mois après son démarrage, 1,5 million de dollars de financement de démarrage en 2013, un tour de table de série A de 6 millions de dollars de DFJ en 2014, un tour de financement de série B de 18 millions de dollars de Scale Venture Partners en 2016, une série C de 31 millions de dollars dirigée par Top Tier Capital Partners en 2018, une série D de 56 millions de dollars dirigée par Owl Rock Capital et NextEquity Partners en 2019, une série E de 100 millions de dollars dirigée par IVP en 2020, et un cycle de série F de 100 millions de dollars dirigé par Greenspring Associates en 2021. Au total, cela représente un financement de 315 millions de dollars.

### Acquisitions
CircleCI a acquis Distiller en 2014, Vamp en 2021 et Ponicode en 2022.

## Produit
CircleCI surveille les référentiels GitHub, GitHub Enterprise et Atlassian Bitbucket et lance des builds (compilation du code et lancement des tests) pour chaque nouveau commit (au sens de Git; une sauvegarde de l'état du code à un moment donné). CircleCI teste automatiquement les builds dans les conteneurs Docker ou les machines virtuelles et déploie les builds de passage vers les environnements cibles. Un tableau de bord et une API permettent de suivre l'état des builds et les métriques liées aux builds. Une intégration Slack informe les équipes en cas de problème.
La prise en charge de SSH permet d'exécuter des tâches localement et des mesures de sécurité empêchent la falsification. CircleCI propose également une fonction d'approbation du flux de travail qui met en pause le(s) travail(s) jusqu'à ce qu'une approbation manuelle soit donnée.
CircleCI prend en charge Go, Java, Ruby, Python, Scala, Node.js, PHP, Haskell et tout autre langage fonctionnant sous Linux ou macOS.
La société propose un service cloud géré avec un niveau gratuit disponible. La plate-forme peut également être auto-hébergée sur un serveur privé (derrière un pare-feu d'entreprise) ou sous forme de déploiement privé dans le cloud. Le service cloud a été initialement écrit à partir de zéro, mais utilise désormais Nomad et Kubernetes de HashiCorp.
CircleCI réduit les risques en assurant des tests et des versions fréquents, et avec le service cloud géré, prend en charge la maintenance et l'approvisionnement de l'infrastructure CI. Le service cloud peut être configuré en quelques minutes, mais il est moins personnalisable que Jenkins.

### Orbs
Les orbes sont des extraits partageables de YAML qui peuvent être utilisés pour simplifier les builds CircleCI et effectuer des déploiements,. CircleCI avait des intégrations avec 45 partenaires en 2019. Les environnements de déploiement cibles de CircleCI incluent Amazon Web Services, Heroku, Azure, Google Compute Engine, les images Docker et les machines virtuelles Linux, Android, Windows ou macOS avec VMware. En 2018, le fichier config.yml de CircleCI était le fichier YAML à la croissance la plus rapide sur GitHub.
La syntaxe de configuration propriétaire introduit le verrouillage du fournisseur, ce qui signifie que le changement de services CI nécessite la réécriture du pipeline.

### Les clients
Facebook, Coinbase, Sony, Kickstarter, GoPro et Spotify ont utilisé CircleCI en 2019.